# Португальські кортеси

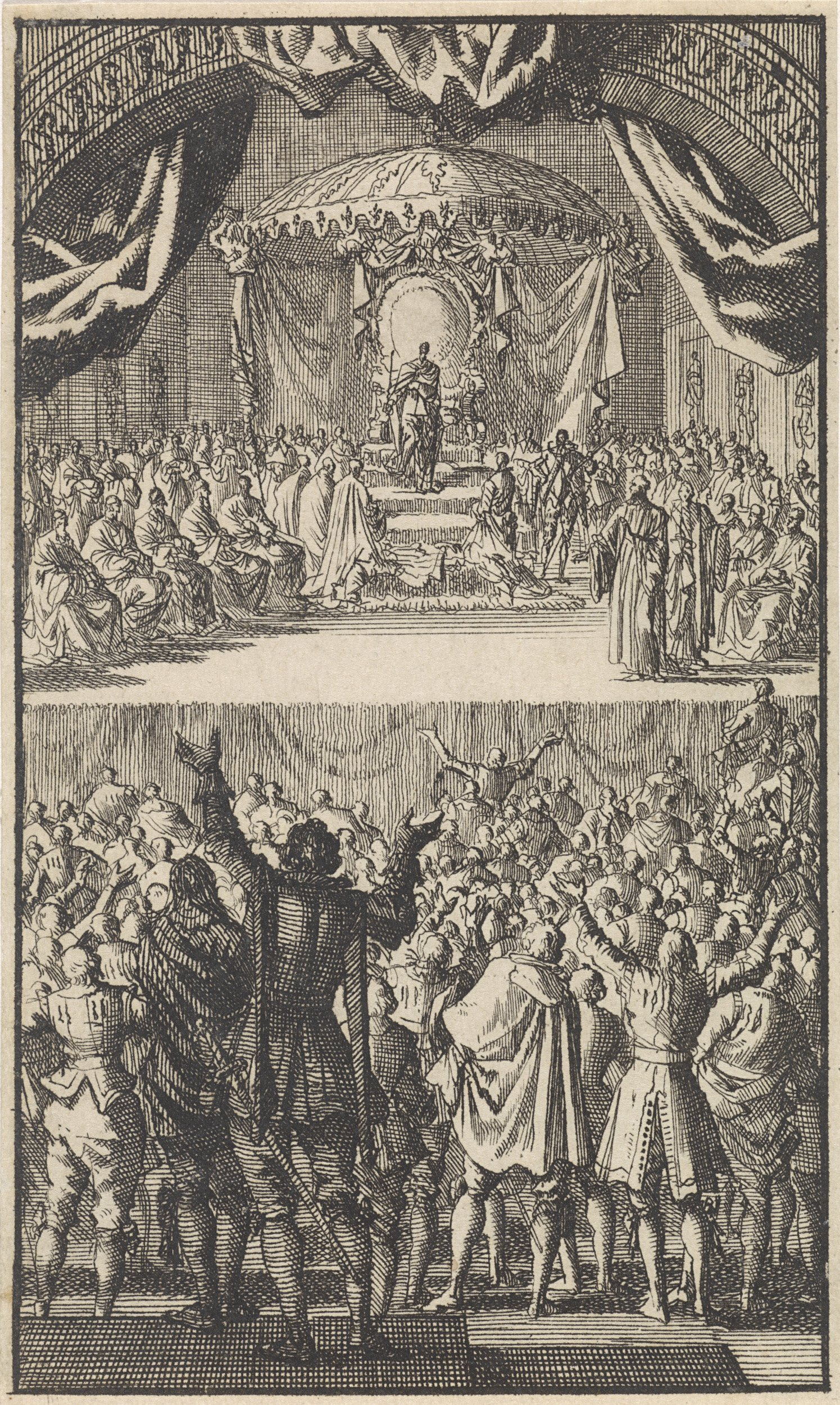
Томарські кортеси 1581 року. Визнання кастильського короля Філіппа II королем Португалії.

Португа́льські корте́си (порт. Cortes, МФА: [ˈkoɾ.tɨʃ]) — у XII—XVII століттях офіційні державні збори (кортеси) Португальського королівства.  Складалися з представників трьох станів: шляхти, духовенства і міщан. Прообраз португальського парламенту. Традиційна форма станово-представницького органу для усіх королівств Піренейського півострова часів середньовіччя і раннього модерну. Скликалися і розпускався за рішенням короля. Час і місце проведення визначалися королівським указом. Зазвичай, проходили за участі представників одного або двох станів, для обговорення питань важливих для їхньої верстви. У надзвичайних випадках скликалися великі збори представників усіх трьох станів, які називалися Генеральними кортесами (порт. Cortes-Gerais, «загальними зборами»). Інституційно походять від готського звичаю VI ст. за яким королі періодично проводили збори (лат. Curia Regis) з числа світських і духовних землевласників.

## Історія
Перші відомі португальські кортеси — Ламегуські 1143 року. У XIII ст., в зв'язку із розвитком міст, до кортесів стали залучати міщан (буржуазію) — представників міського магістрату та цехів. Вперше вони брали участь у Лейрійських кортесах 1254 року. 
На кортесах утверджували ухвалювали і змінювали базові закони, ратифікували міжнародні угоди, вирішували династичні питання тощо. Найчастіше португальські кортеси скликалися для податкових змін, зокрема для впровадження військових зборів або призначення фінансування для військових походів. Оскільки шляхта і духовенство мали податкові пільги, основні переговори щодо нових податків велися між королем та міщанами. 
Депутати (порт. procuradores) не лише розглядали пропозиції королівської ради, а також використовували кортеси для подання урядові власних петицій (скарг (порт. aggravamentos), статей (порт. artigos), або хартій (порт. capitulos)) щодо розширення прав, фінансової і тарифної політики, кадрових і релігійних питань тощо. Відповіді на петиції проголошувалися у королівських указах і статутах, завдяки чому кортеси впливали на законодавчу владу. 
Рішення кортесів приймалися після обговорення, шляхом голосування (окремо для кожного стану), за згоди двох або трьох станів. Постанови кортесів передавалися на розгляд Королівської ради як законопроєкти. Постанова ухвалена монархом ставала законом. Король домінував над кортесами: він мав право ветувати їхні постанови, а також змінювати вже ухвалені закони, на основі постанов кортесів, своїми указами. 
Найбільший політичний вплив кортеси мали у часи криз: Португальського міжкоролів'я 1383—1385 і Реставраційної війни (1640). У добу абсолютизму їхнє значення занепало. Останні кортеси відбулися у 1697—1698 роках в Лісабоні. Після революції 1820 року було створено Португальський парламент, що отримав назву Генеральних Кортесів.